# Tsubasa Andō
Tsubasa Andō (japanisch 安藤 翼 Andō Tsubasa; * 12. Mai 1996 in der Präfektur Ōita) ist ein japanischer Fußballspieler.

## Karriere
Andō erlernte das Fußballspielen in der Schulmannschaft der Nagasaki Institute of Applied Science High School und der Universitätsmannschaft der Komazawa-Universität. Seinen ersten Vertrag unterschrieb er 2019 beim Honda Lock SC. Der Verein aus Miyazaki spielte in der vierten japanischen Liga, der Japan Football League. 2020 wechselte er zum Drittligisten Vanraure Hachinohe nach Hachinohe. Nach 31 Drittligaspielen verließ er nach einem Jahr den Verein. Der Zweitligaaufsteiger SC Sagamihara aus Sagamihara nahm ihn im Januar 2021 ablösefrei unter Vertrag. Am Ende der Saison 2021 belegte man den 19. Tabellenplatz und stieg in die dritte Liga ab.